# Cyanoramphus cookii
Periquito-de-norfolk ou periquito-da-norfolk (Cyanoramphus cookii) é uma espécie de ave da família Psittacidae.
É endémica da Ilha Norfolk.
Os seus habitats naturais são: florestas subtropicais ou tropicais húmidas de baixa altitude e plantações.
Está ameaçada por perda de habitat.